# تبلدي سواريزي
تبلدي سواريزي (الاسم العلمي:Adansonia suarezensis) هو نوع من النباتات يتبع جنس التبلدي من الفصيلة الخبازية.

## التسمية
من الأسماء الأخرى لهذا النبات: باوباب سواريزي وبوحباب سواريزي وأدانسونية سواريزية وخبز القرود السواريزي